# Julianów (Łódź-Górna)
Julianów – dawna podłódzka miejscowość, od 1946 osiedle w zachodniej części Łodzi, w dzielnicy Górna. Administracyjnie wchodzi w skład osiedla Stare Chojny. Rozpościera się w rejonie ulicy Rolniczej.

## Historia
Julianów to dawna wieś, od 1867 w gminie Chojny. W okresie międzywojennym należała do powiatu łódzkiego w woj. łódzkim. W 1921 roku liczba mieszkańców wynosiła 184. 1 września 1933 weszła w skład nowo utworzonej gromady Juljanów, składającej się ze wsi Juljanów i wsi Komorniki.
Podczas II wojny światowej włączone do III Rzeszy. Po wojnie Julianów powrócił na krótko do powiatu łódzkiego woj. łódzkim, lecz już 13 lutego 1946 włączono go do Łodzi.
Uwaga: W granicach Łodzi znajduje się też drugi Julianów w delegaturze Bałuty.